# Copa del Rey de balonmano 2012
La Copa del Rey de balonmano 2012 fue la XXXVII edición del campeonato nacional de la Copa de S.M. El Rey que se celebró en Torrevieja (Alicante) entre el 7 y 11 de marzo de 2012.
La disputaron los siete primeros equipos de la Liga Asobal 2011-12 al finalizar la primera vuelta: F. C. Barcelona Intersport, Atlético de Madrid, Cuatro Rayas Valladolid, Reale Ademar León, Caja3 BM Aragón, Octavio Vigo, Naturhouse La Rioja, además del equipo anfitrión, en este caso el Club Balonmano Torrevieja.
Este campeonato se jugó por eliminatoria a partido único, en cuartos de final, semifinal y final. El emparejamiento de los equipos para cuartos de final y semifinales se realizó mediante un sorteo, que tuvo dos cabezas de serie, que fueron los dos primeros equipos clasificados al final de la primera vuelta de la Liga Asobal 2011-12.
El equipo ganador de la competición, tiene el derecho a participar en la EHF European Cup de la temporada 2012/13. Si este equipo ya estuviera clasificado para ella, este derecho corresponderá al subcampeón. Si ambos equipos lo estuvieran, este derecho correspondería al equipo que concluyera la Liga Asobal 2011-12 en quinta posición.

## Eliminatorias
|  | Cuartos de final        | Cuartos de final |                         |                         | Semifinales | Semifinales |  |                    | Final       | Final       |  |
|  | 7 y 8 de marzo          | 7 y 8 de marzo   |                         |                         | 10 de marzo | 10 de marzo |  |                    | 11 de marzo | 11 de marzo |  |
|  |                         |                  |                         |                         |             |             |  |                    |             |             |  |
|  |                         |                  |                         |                         |             |             |  |                    |             |             |  |
|  | BM Torrevieja           | 27               |                         |                         |             |             |  |                    |             |             |  |
|  | BM Torrevieja           | 27               |                         |                         |             |             |  |                    |             |             |  |
|  | Caja3 BM Aragón         | 25               |                         |                         |             |             |  |                    |             |             |  |
|  | Caja3 BM Aragón         | 25               |                         | BM Torrevieja           | 20          |             |  |                    |             |             |  |
|  |                         |                  |                         | BM Torrevieja           | 20          |             |  |                    |             |             |  |
|  |                         |                  | Atlético de Madrid      | 27                      |             |             |  |                    |             |             |  |
|  | Atlético de Madrid      | 35               | Atlético de Madrid      | 27                      |             |             |  |                    |             |             |  |
|  | Atlético de Madrid      | 35               |                         |                         |             |             |  |                    |             |             |  |
|  | Reale Ademar León       | 28               |                         |                         |             |             |  |                    |             |             |  |
|  | Reale Ademar León       | 28               |                         |                         |             |             |  | Atlético de Madrid | 37          |             |  |
|  |                         |                  |                         |                         |             |             |  | Atlético de Madrid | 37          |             |  |
|  |                         |                  | FC Barcelona Intersport | 31                      |             |             |  |                    |             |             |  |
|  | Cuatro Rayas Valladolid | 32               | FC Barcelona Intersport | 31                      |             |             |  |                    |             |             |  |
|  | Cuatro Rayas Valladolid | 32               |                         |                         |             |             |  |                    |             |             |  |
|  | Octavio Vigo            | 24               |                         |                         |             |             |  |                    |             |             |  |
|  | Octavio Vigo            | 24               |                         | Cuatro Rayas Valladolid | 26          |             |  |                    |             |             |  |
|  |                         |                  |                         | Cuatro Rayas Valladolid | 26          |             |  |                    |             |             |  |
|  |                         |                  | FC Barcelona Intersport | 28                      |             |             |  |                    |             |             |  |
|  | Naturhouse La Rioja     | 26               | FC Barcelona Intersport | 28                      |             |             |  |                    |             |             |  |
|  | Naturhouse La Rioja     | 26               |                         |                         |             |             |  |                    |             |             |  |
|  | FC Barcelona Intersport | 28               |                         |                         |             |             |  |                    |             |             |  |
|  | FC Barcelona Intersport | 28               |                         |                         |             |             |  |                    |             |             |  |
|  |                         |                  |                         |                         |             |             |  |                    |             |             |  |

## Cuartos de final

### BM Atlético MAdrid - Reale Ademar León
| 8 de marzo de 2012 | BM Atlético Madrid  | 35:28 (20:14) | Reale Ademar León | Pabellón Infanta Cristina, Torrevieja                                                                   | |
|                    | Julen Aguinagalde 9 |               | Antonio García 6  | Asistencia: 1.000 espectadores Árbitro(s): Javier Álvarez Mata (España) y Ion Bustamante López (España) | Asistencia: 1.000 espectadores Árbitro(s): Javier Álvarez Mata (España) y Ion Bustamante López (España) |

### BM Torrevieja - Caja3 BM Aragón
| 8 de marzo de 2012 | BM Torrevieja   | 27:25 (14:15) | Caja3 BM Aragón  | Pabellón Infanta Cristina, Torrevieja                                                                              | |
|                    | Jorge Sánchez 6 |               | Antonio Cartón 8 | Asistencia: 4000 espectadores Árbitro(s): Rafael Alberto García Mosquera (España) y Enrique J. Ríos Martín España) | Asistencia: 4000 espectadores Árbitro(s): Rafael Alberto García Mosquera (España) y Enrique J. Ríos Martín España) |

### Cuatro Rayas Valladolid - Academia Octavio Vigo
| 7 de marzo de 2012 | Cuatro Rayas Valladolid | 32:24 (13:12) | Academia Octavio Vigo | Pabellón Infanta Cristina, Torrevieja                                                                                | |
|                    | Víctor Alonso 6         |               | Raúl Nantes 12        | Asistencia: 1.000 espectadores Árbitro(s): Enrique J. Ríos Martín(España) y Rafael Alberto García Mosquera. (España) | Asistencia: 1.000 espectadores Árbitro(s): Enrique J. Ríos Martín(España) y Rafael Alberto García Mosquera. (España) |

### Naturhouse La Rioja - FC Barcelona intersport
| 7 de marzo de 2012 | Naturhouse La Rioja | 26:28 (14:13) | FC Barcelona intersport | Pabellón Infanta Cristina, Torrevieja                                                                 | |
|                    | Nikola Prce 10      |               | Siarhei Rutenka 8       | Asistencia: 1000 espectadores Árbitro(s): Javier Álvarez Mata (España) y Ion Bustamante López España) | Asistencia: 1000 espectadores Árbitro(s): Javier Álvarez Mata (España) y Ion Bustamante López España) |

## Semifinales

### BM Torrevieja - BM Atlético Madrid
| 10 de marzo de 2012 | BM Torrevieja   | 20:27 (9:13) | BM Atlético Madrid | Pabellón Infanta Cristina, Torrevieja                                                          |                                                                                                |
|                     | Eloy González 8 |              | Joan Cañellas 5    | Asistencia: 4.000 espectadores Árbitro(s): García Serradilla (España) y Marín Lorente (España) | Asistencia: 4.000 espectadores Árbitro(s): García Serradilla (España) y Marín Lorente (España) |

### Cuatro Rayas Valladolid - FC Barcelona intersport
| 11 de marzo de 2012 | Cuatro Rayas Valladolid | 26:28 (16:13) | FC Barcelona intersport | Pabellón Infanta Cristina, Torrevieja                                                                      | |
|                     | Guillaume Joli 6        |               | Siarhei Rutenka 7       | Asistencia: 2.000 espectadores Árbitro(s): Oscar Raluy López (España) y Ángel Luis Sabroso Ramírez España) | Asistencia: 2.000 espectadores Árbitro(s): Oscar Raluy López (España) y Ángel Luis Sabroso Ramírez España) |

## Final

### BM Atlético Madrid - FC Barcelona intersport
| 11 de marzo de 2012 | BM Atlético Madrid | 37:31 (14:15) | FC Barcelona intersport | Pabellón Infanta Cristina, Torrevieja                                                                          | |
|                     | Kiril Lazarov 7    |               | Raúl Entrerríos 6       | Asistencia: 4000 espectadores Árbitro(s): José Miguel García Fernández (España) y Javier Pastor Gamón (España) | Asistencia: 4000 espectadores Árbitro(s): José Miguel García Fernández (España) y Javier Pastor Gamón (España) |

| Comunidad de Madrid                    |
| Campeón BM Atlético Madrid 1.er título |